# Pearl (Illinois)
Pearl è un villaggio degli Stati Uniti d'America, situato nello Stato dell'Illinois, nella contea di Pike.